# Hjalmar Lindroth (språkvetare)
Hjalmar Axel Lindroth, född 6 februari 1878 i Jakob och Johannes församling, Stockholm, död 11 september 1947 i Essinge församling, Stockholm, var en svensk språkvetare. Han var professor i nordiska språk vid Göteborgs högskola 1919-1945. 

## Vetenskaplig karriär
Lindroth avlade studentexamen 1896 och inskrevs som student vid Uppsala universitet. Efter filosofie kandidatexamen 1899 och filosofie licentiatexamen 1904 disputerade Lindroth för doktorsgrad 1906 i Lund och blev samma år docent i svenska språket vid Lunds universitet. Han utsågs 1919 till professor i Göteborg. Lindroth var 1904–1917 ledamot av redaktionen av Svenska Akademiens ordbok. Lindroth ledde Institutionen för ortnamns- och dialektforskning vid Göteborgs högskola. Lindroth stod för ett mycket mångsidigt författarskap. Han behandlade språkhistoria, språkpsykologi, folkmål, ortnamn, interpunktion, välläsning med mera. 
Lindroth var också knuten till Akademiska kören och var dess dirigent 1919–1923 och ordförande 1925–1939.

## Lindroth och nazismen
Hjalmar Lindroth var 1934 en av stiftarna till Samfundet Manhem, som verkade för svenskhetens bevarande i Sverige, och där många av de ledande personerna var organiserade nationalsocialister. Men i oktober 1941 tog han tydligt avstånd från nazismen i ett tal vid 50-årsfirandet av Göteborgs högskola. I talet sa han bland annat: "Vi vill i vårt land med all makt värja oss mot den likriktning som nu påtvingas andra folk, också frändefolk av samma frihetsälskande kynne som vi, och som hindrar all organisk växt också inom andelivet, mot vilken den ofta är direkt riktad. Vi vill alltfort ha rätt att söka sanningen fördomsfritt. Vi vill inte ha något att skaffa med det sken av fri åsiktsbildning som är förenligt med en titt i facit på förhand, under sneglande på härskande meningar."

## Familj
Hjalmar Lindroth var son till grosshandlaren Carl Lindroth och dennes hustru Clara Höglund. 1904 gifte Lindroth med Stina Hildebrand (1882–1957), dotter till riksantikvarien Hans Hildebrand och Elin Martin. Hjalmar och Stina fick fem barn, bland dem entomologen Carl H. Lindroth (1905–1979), fiskeribiologen A. Arne Lindroth (1910–1985) och idéhistorikern Sten Lindroth (1914–1980). 
Hjalmar Lindroth är begravd på Solna kyrkogård.